# 喬克托 (密西西比州尼肖巴縣)
喬克托（英語：Choctaw）是位於美國密西西比州尼肖巴縣的非建制地區。

## 地理
喬克托所處的海拔為高於海平面125米（即410英呎），而該地所採用的時區為UTC-6，即北美中部時區（CST）。同時該地設有夏令時間，為UTC-6調快一小時，即UTC-5（CDT）。